# R. (álbum)
R. é o terceiro álbum de estúdio e primeiro álbum duplo do cantor de R&B R. Kelly. Foi lançado nos Estados Unidos em 10 de Novembro de  1998. Este álbum foi a primeira vez em que R. Kelly permitiu que outros produtores produzissem e co produzissem no seu álbum, ao contrário de produzir todo o álbum ele mesmo, assim como sendo sua primeira vez colaborando com outros artistas em seu álbum. Este é atualmente o álbum mais vendido de Kelly até hoje, vendendo mais de 1.8 milhões de cópias nos Estados Unidos e 12.4 milhões mundialmente.
R. se tornou o terceiro a ir para o número um da parada R&B Albums, e foi para o segundo lugar da parada Billboard 200. Lançou o segundo hit #1 de Kelly nas paradas pop, "I'm Your Angel", um dueto com Celine Dion. O álbum também contém o hit #1 nas paradas de R&B, " I Belive I Can Fly", que tinha sido lançado dois anos antes na  trilha sonora de Space Jam.
Este álbum está na lista dos 200 álbuns definitivos no Rock and Roll Hall of Fame.

## Lista de faixas
Todas as canções escritas e produzidas por R. Kelly, exceto as notadas.

### Disco Um
1. "Home Alone" (featuring Keith Murray & Kelly Price) (Produced by G-One) (R. Kelly, K. Price, K. Murray, G. Archie)
2. "Spendin' Money"  (featuring Kelly Price) (Produced by Sean "Puffy" Combs & Ron "Amen-Ra" Lawrence; Co-Produced by Steven "Stevie J" Jordan for The Hitmen) (R. Kelly, R. Lawrence, S. Combs, S. Jordan K. Price, D. Romani, T. Willoughby)
3. "If I'm Wit You" (Co-Produced by Tone & Poke for Trackmasters Ent.) (R. Kelly, C. Mayfield, J.C. Olivier, N. Robinson, K. Robinson, S. Barnes)
4. "Half on a Baby"  originally written for Bobby Brown and meant to be the first single from Brown's Forever
5. "When a Woman's Fed Up"
6. "Get Up on a Room"  (featuring Sparkle)
7. "One Man"
8. "We Ride" (featuring Cam'ron, Noreaga, Jay-Z &  Vegas Cats) (Produced by R. Kelly, Tone and Poke For Trackmasters Ent.; Co-Produced by Cory Rooney) (R. Kelly; S. Barnes; J. Olivier; S. Carter; C. Broadus; A. Young; C. Giles; V. Santiago)
9. "The Opera"
10. "The Interview" (featuring Suzanne LeMignot)
11. "Only the Loot Can Make Me Happy"  (featuring Tone) (Co-Produced by Tone & Poke for Trackmasters Ent.) (R. Kelly, J.C. Olivier, S. Barnes, D. Townsend, D. Conley. B. Jackson)
12. "Don't Put Me Out"
13. "Suicide"
14. "Etcetera"
15. "If I Could Turn Back the Hands of Time"  (featuring Sparkle)
16. "What I Feel/Issues"

### Disco Dois
1. "The Chase"
2. "V.I.P."  (R. Kelly, Dalvin Degrate, DeVante Degrate)
3. "Did You Ever Think"   (featuring Tone) (Produced by R. Kelly, Tone and Poke For Trackmasters Ent.; Co-Produced by Cory Rooney) (R. Kelly, C. Mayfield, J.C. Olivier, S. Barnes)
4. "Dollar Bill" (featuring Foxy Brown, Sparkle, Cynthia Jernigan &  Tone)  (Produced by R. Kelly, Tone and Poke For Trackmasters Ent.; Co-Produced by Al West) (R. Kelly, J.C. Olivier, I. Marchand, S. Barnes, S. Otis)
5. "Reality"
6. "2nd Kelly"
7. "Ghetto Queen" (featuring Crucial Conflict) (R. Kelly, W. Martin, M. King, C. Johnson, R. Leverson)
8. "Down Low Double Life"
9. "Looking for Love"
10. "Dancing With a Rich Man"
11. "I'm Your Angel" (Duet with Céline Dion)
12. "Money Makes the World Go Round" (featuring Nas & Kelly Price)  (Co-Produced by Tone & Poke for Trackmasters Ent.) (R. Kelly, A. Barnes, J. Malone, N. Jones, K. Price)
13. " I Believe I Can Fly"

## Paradas
| Parada (1998)           | Maior posição |
| ----------------------- | ------------- |
| The U.S. Billboard 200  | 2             |
| Hot R&B/Hip-Hop Albums  | 1             |
| Dutch Top 50 Albums     | 1             |
| German Top 100 Albums   | 8             |
| UK Top 75 Albums        | 27            |
| Canadian Albums Chart   | 26            |
| World Albums Charts     | 39            |
| Australian Albums Chart | 65            |

### Certificações
| Território     | Certificador | Certificação | Vendas    |
| -------------- | ------------ | ------------ | --------- |
| Bélgica        | IFPI         | Platina      | 20,000    |
| Canadá         | Music Canada | Platina      | 100,000   |
| França         | SNEP         | 2× Ouro      | 200,000   |
| Alemanha       | IFPI         | Ouro         | 250,000   |
| Holanda        | NVPI         | Platina      | 70,000    |
| Suíça          | IFPI         | Ouro         | 25,000    |
| Estados Unidos | RIAA         | 8× Platina   | 8,000,000 |
| Reino Unido    | BPI          | 9× Platina   | 2,700,000 |